# شبین قره‌حصار
شبین قره‌حصار (به ترکی استانبولی: Şebinkarahisar) شهری است در کشور ترکیه که در استان گره‌سون واقع شده‌است. جمعیت این شهر بر اساس سرشماری سال ۲۰۰۸ میلادی ۱۱٬۵۹۹ نفر و بر اساس برآوردهای سال ۲۰۰۹ میلادی ۹٬۵۰۰ نفر می‌باشد.